# Begonte
Begonte es un municipio español situado en la parte occidental de la provincia de Lugo, en la comunidad autónoma de Galicia. Pertenece a la comarca de Tierra Llana. Cuenta con una población de 2905 habitantes (INE 2024).

## Símbolos
El escudo heráldico y la bandera que representan al municipio fueron aprobados en 2014. El escudo sigue el siguiente blasón:

De plata (blanco), una venera de oro (amarillo) acompañada de cinco torres de gules (rojo), dos en los flancos y tres en la punta, y de una faja alzada, jaqueada en cuatro órdenes de oro y gules y cargada de un ceñidor de oro. Al timbre, corona real cerrada.
Diario Oficial de Galicia n.º 200 de 20 de octubre de 2014

La descripción textual de la bandera es la siguiente:

Paño blanco y, a un tercio del asta, franja vertical jaquelada en cuatro órdenes de rojo y amarillo y el ceñidor también de amarillo, y al batiente, venera rodeada de cinco torres rojas.
Diario Oficial de Galicia n.º 200 de 20 de octubre de 2014

## Geografía humana

### Demografía
Cuenta con una población de 2905 habitantes (INE 2024).
| Gráfica de evolución demográfica de Begonte entre 1842 y 2021 |
| |
| Población de derecho según los censos de población del INE Población de hecho según los censos de población del INEEntre el censo de 1930 y el anterior, disminuye el término del municipio porque independiza a 27056 (San Vicente de Rábade) |

## Organización territorial
El municipio está formado por ciento noventa y nueve entidades de población distribuidas en diecinueve parroquias:
- Baamonde (Santiago)
- Begonte (San Pedro)
- Bóveda (Santa Eulalia)[10]
- Carral (San Martiño)
- Castro[9]
- Cerdeiras[9]
- Damil (San Salvador)
- Donalbay[9]
- Felmil (Santiago)
- Gaibor (San Xiao)
- Illán (Santiago)
- Pacios[9]
- Pena (Santa Eulalia)[9][10]
- Saavedra (Santa María)
- San Vicente de Pena (San Vicente)
- Trobo (Santa María)
- Uriz (Santo Estevo)
- Valdomar[9]
- Virís (Santa Helena)

## Geografía
Integrado en la comarca Tierra Llana lucense (Terra Chá), se sitúa a 22 kilómetros de la capital provincial. El término municipal está atravesado por la Autovía del Noroeste A-6 entre los pK 512 y 525, además de por la antigua carretera N-VI, por la Autovía del Cantábrico A-8, que tiene su final en la conexión con la A-6 y que se dirige hacia Asturias, por la carretera nacional N-634, que discurre paralela a la anterior, y por la carretera provincial LU-541, que une Rábade con Vilalba.
El relieve del municipio está caracterizado por la llanura de la comarca de la Terra Chá, por lo que tan solo destacan algunas elevaciones como Cordal de Ousá (739 metros), en el límite sur con Friol, y Carballosa, al norte (541 metros). La altitud del municipio oscila entre los 739 metros (Cordal de Ousá) y los 385 metros a orillas del río Miño. El pueblo se alza a 405 metros sobre el nivel del mar.  
El río Ladra procede de Vilalba y entra en el municipio por el noroeste y pronto se une al río Parga, que entra por el oeste procedente de Guitiriz, y que va a desembocar en el río Miño, ya en Outeiro de Rei. El río Miño hace de límite por el noreste con Outeiro de Rei y el río Támoga, otro afluente del Miño, hace de límite con Cospeito. La confluencia del Támoga con el Miño forma la isla de San Roque en el punto donde limitan los ayuntamientos de Begonte, Outeiro de Rei y Cospeito. Cerca de la desembocadura del río Parga se encuentran las lagunas do Pedroso y do Ollo, formando parte de la Red Natura del Parga-Ladra-Támoga.
| Noroeste: Guitiriz | Norte: Vilalba              | Noreste: Vilalba y Cospeito      |
| Oeste: Guitiriz    |                             | Este: Cospeito y Outeiro de Rei  |
| Suroeste: Friol    | Sur: Friol y Outeiro de Rei | Sureste: Rábade y Outeiro de Rei |

## Administración
| Periodo   | Nombre          | Partido |
| --------- | --------------- | ------- |
| 1979-1983 | Atilano Veiga   | PSdeG   |
| 1983-1987 | Atilano Veiga   | PSdeG   |
| 1987-1991 | Atilano Veiga   | PSdeG   |
| 1991-1995 | Atilano Veiga   | PSdeG   |
| 2011-2015 | José Ulla Rocha | PP      |
| 2015-2019 | José Ulla Rocha | PP      |

### Evolución de la deuda viva
El concepto de deuda viva contempla sólo las deudas con cajas y bancos relativas a créditos financieros, valores de renta fija y préstamos o créditos transferidos a terceros, excluyéndose, por tanto, la deuda comercial.
| Gráfica de evolución de la deuda viva del ayuntamiento entre 2008 y 2014                             |
| |
| Deuda viva del ayuntamiento en miles de Euros según datos del Ministerio de Hacienda y Ad. Públicas. |

La deuda viva municipal por habitante en 2014 ascendía a 170,81 €.

## Árbol milenario

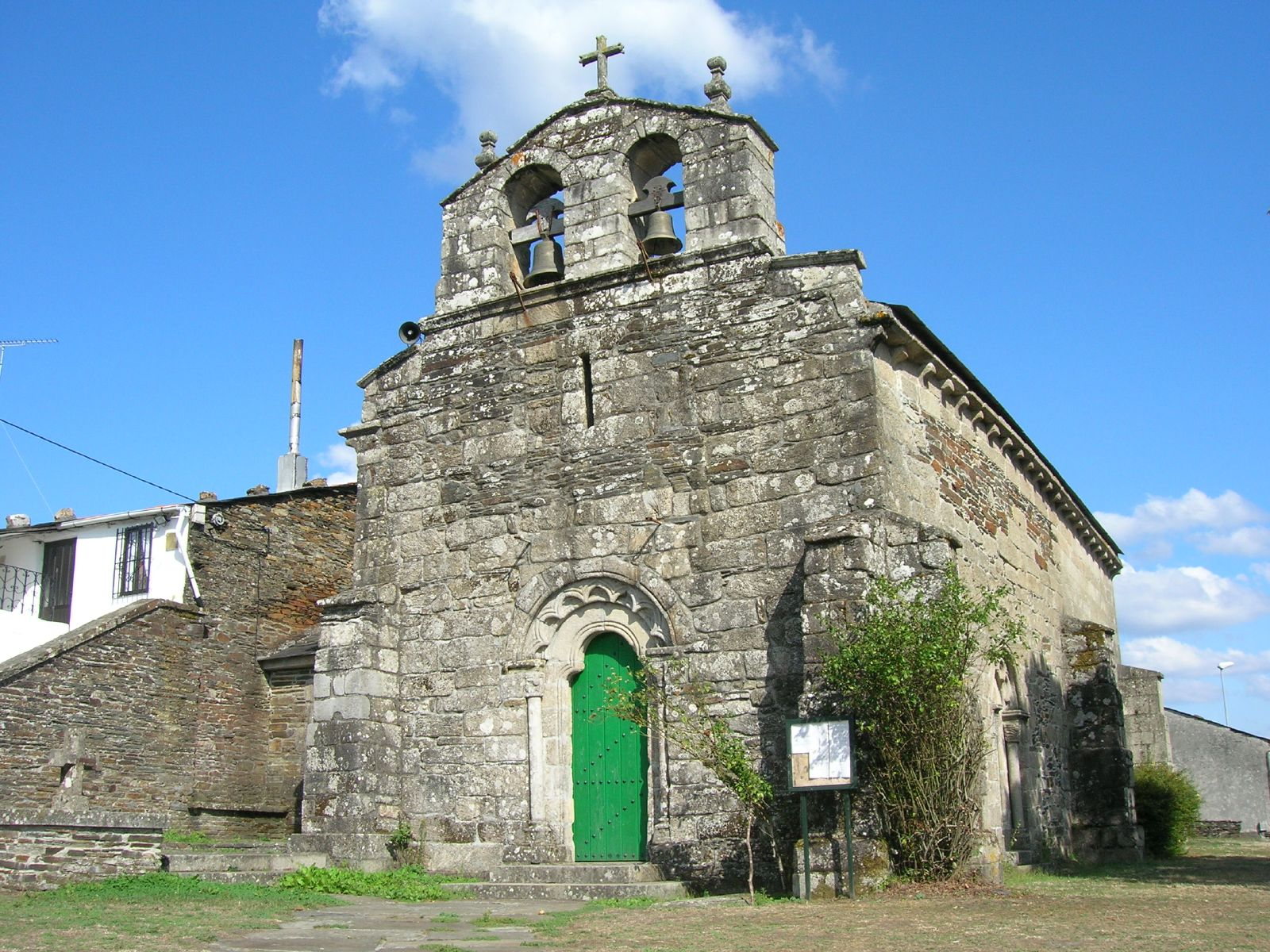
Iglesia de Santiago en Baamonde

En Baamonde, parroquia situada entre el concello de Guitiriz y la capitalidad del municipio de Begonte, vive un castaño milenario, que tiene tallado en su interior la Virgen del Rosario. Esta obra es del escultor Víctor Corral.